# August Filip
August Filip (n. 26 ianuarie 1897, Piatra Neamț – d.1955, București) a fost un avocat și politician român.

## Activitate
A fost omul de încredere al politicianului Constantin Argetoianu, servindu-i drept secretar. În Bucureștiul interbelic erau zvonuri că ar fi fost fiul ilegitim al lui Argetoianu. August Filip a fost implicat în proiectele politice ale lui Argetoianu, în anii 1930 în Partidul Agrar, iar mai târziu în Uniunea Națională pentru Muncă și Refacere (UNMR). Între 1931 și 1932 a fost deputat în Parlamentul României, servind în funcția de secretar al Comisiei juridice a Camerei deputaților. În 1939 a fost secretar de stat pe lângă Președinția Consiliului de Miniștri în timpul scurtei guvernări Argetoianu.
La 24 septembrie 1940, după instaurarea statului național-legionar, a fost publicat un decret-lege de formare a unei Comisiuni de control pentru verificarea averilor foștilor demnitari. Printre cei vizați era și August Filip.
În 28 noiembrie 1940 a fost martor la tentativa de asasinare a lui Constantin Argetoianu de către legionari. Când un comando a venit în dimineața zilei să-l ridice pe fostul demnitar al regimului Carol al II-lea, Filip ajungea la Argetoianu. Din propria sa declarație:
„Întrebându-i ce doresc, mi-au răspuns să trebue să comunice ceva personal d-lui Argetoianu. Am insistat să-mi comunice mie obiectul vizitei potrivit obiceiului, dar au refuzat. [...] La intrarea pe ușă a fost o mică busculadă, căci voiau să intre înaintea mea, dar le-am luat-o înainte și am anunțat pe d-l Argetoianu”.
Poliția legionară a insistat ca Argetoianu să-i însoțească la Prefectura Poliției, însă Filip s-a opus. A reușit să-l cheme pe George Alimănescu (un apropiat politic al lui Argetoianu), care locuia în casa de vis-a-vis; s-au certat amândoi cu membrii comandoului, insistând ca Argetoianu să nu plece, și, în cele din urmă, să-l însoțească pe Argetoianu la secretarul de stat Rioșanu, care fusese sunat de soția lui Argetoianu.
Alimănescu a condus mașina lui Filip, în care s-au urcat și doi dintre legionari. Pe drum au fost obligați sub amenințarea armei să conducă la Prefectura Capitalei. Acolo Filip și Alimănescu au fost despărțiți de Argetoianu. După un timp secretarul de stat Rioșanu a intrat intempestiv și i-a ridicat pe demnitarii care urmau să fie asasinați. Tot conform declarației lui Filip:
„După vreun sfert de oră ușile s'au deschis, am trecut la secretarul general unde am găsit pe d-l Argetoianu și ni s'a comunicat că suntem liberi. Ne salvase d-l ministru Rioșianu.”
La 6 noiembrie 1946, August Filip a fost alături de George Alimănescu și Grigore Popescu una dintre persoanele care l-au întâmpinat pe Argetoianu la Constanța, la întoarcerea acestuia în România. A fost implicat în ultimul proiect politic al lui Argetoianu, Uniunea Națională pentru Muncă și Refacere, dizolvat la cererea întemeietorului, care înțelesese semnalele comuniștilor.
August Filip a fost arestat în „noaptea demnitarilor” (5/6 mai 1950), fiind întemnițat la închisoarea din Sighet. Conform mărturiei lui Constantin C. Giurescu, când Argetoianu a murit în februarie 1955, Filip fost afectat foarte tare. A fost eliberat în același an. Când s-a întors în București la soția lui, aceasta a refuzat să reia mariajul. În consecință, Filip s-a dus la lacul Băneasa, unde s-a sinucis prin înec.